# Lac Gurudongmar
Le lac Gurudongmar est un lac de montagne situé dans le district de Mangan de l'État du Sikkim, en Inde, il s'agit d'un des plus hauts du monde et de l'Inde, à une altitude de 5 430 m selon le gouvernement du Sikkim, . Il est situé dans le Grand Himalaya et est considéré comme sacré par les bouddhistes, les sikhs et les hindous,. Le nom du lac vient de Guru Padmasambhava — également connu sous le nom de Guru Rinpoché — fondateur du bouddhisme tibétain, qui s'y est rendu au VIIIe siècle.

## Géographie
Le lac d'altitude est situé à 190 km de Gangtok, la capitale du Sikkim, et à environ 5 km au sud de la frontière tibétaine (chinoise), dans le district du nord du Sikkim. Le lac est accessible par la route depuis Lachen via la vallée de Tangu. La route de Thangu à Gurudongmar traverse un terrain accidenté avec de la moraine, qui a de hauts pâturages alpins couverts de nombreux rhododendrons,. Alors que les touristes indiens sont autorisés à visiter le lac, les étrangers doivent obtenir un permis spécial du ministère de l'Intérieur à Delhi.

## Caractéristiques
Le lac, alimenté par les glaciers, est situé au nord de la chaîne de Kanchendzonga, dans une zone de haut plateau reliée au plateau tibétain. Il alimente l'un des ruisseaux de source qui rejoint le lac Tso Lahmo et forme ensuite la source de la rivière Teesta. Le lac reste complètement gelé pendant les mois d'hiver, de novembre à mi-mai,.
Le lac a une superficie de 118 hectares et sa longueur périphérique est de 5,34 km. Cependant, la taille du lac semble petite à l'endroit où les fidèles offrent le culte car la plus grande partie du lac n'est pas visible en raison de la topographie vallonnée obstruant la vue. La zone entourant le lac, également connue sous le nom de Gurudongmar, est habitée par des yaks, des grands bharals et d'autres animaux sauvages de haute altitude.
Le lac est d'eau douce, il était autrefois très clair, le lit du lac pouvait même être vu du milieu du lac. Ces dernières années, la pollution a rendu les eaux plus troubles et le lac a pris une teinte blanche qui a obscurci la visibilité.

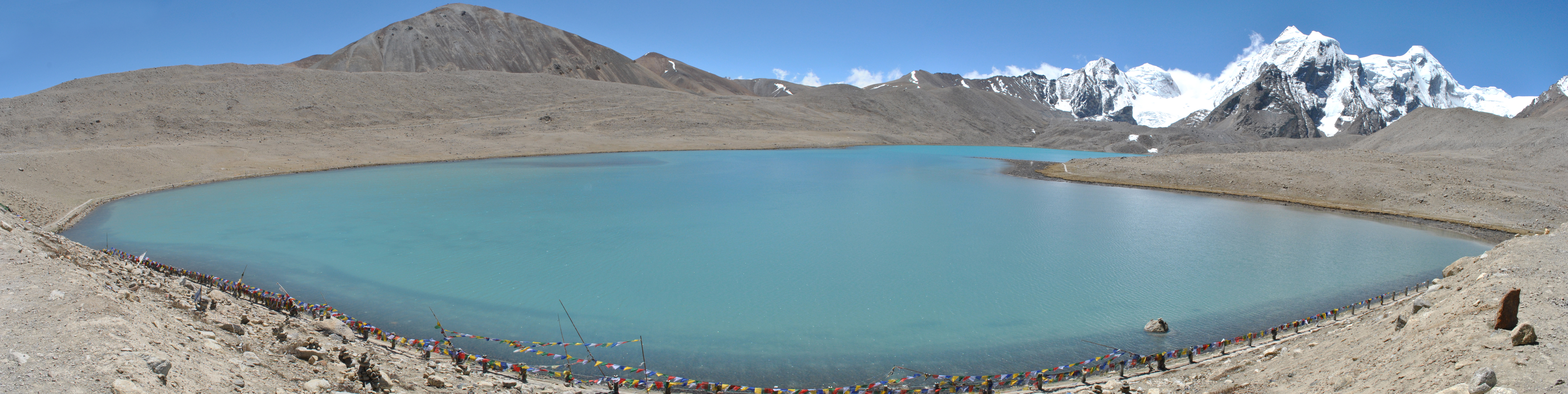
Vue panoramique du lac Gurudongmar.

## Dans le folklore

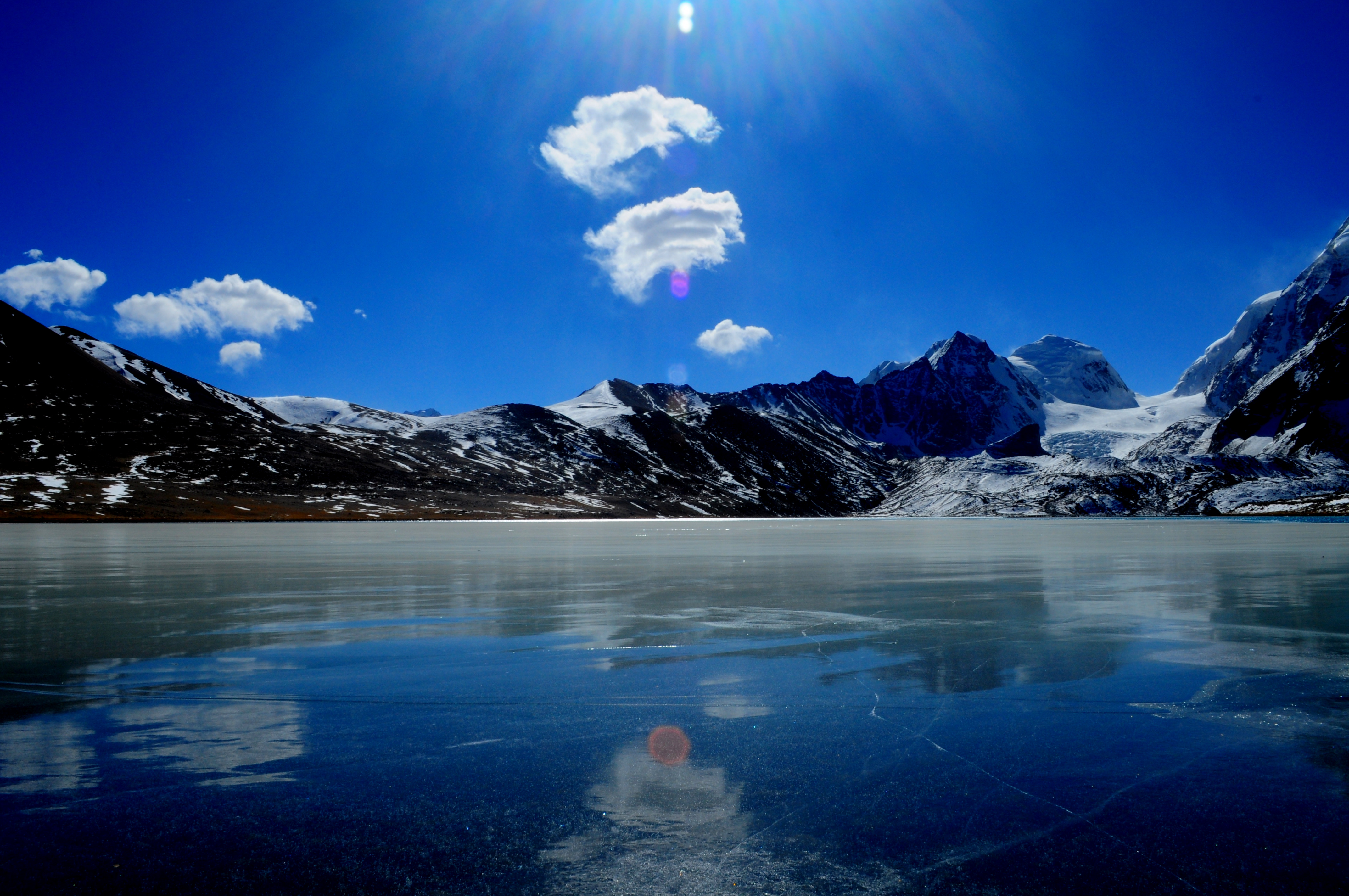
Vue du lac

Une légende relative à l'état gelé du lac est liée à la visite de Guru Padmasambhava au lac, sur son chemin de retour du Tibet. Quand il l'a vu, il a estimé qu'il était digne de vénération, car il représentait l'emplacement divin de Dorje Nyima ou Chhoedten Nyima. Comme le lac restait gelé la majeure partie de l'année, sans possibilité de subvenir aux besoins en eau potable, les habitants de la région ont fait appel à Padmasambhva pour les aider. Le guru a accepté de les aider et a placé ses mains sur une petite partie du lac qui a cessé de geler pendant l'hiver permettant aux personnes d'accéder à de l'eau potable. Depuis lors, le lac est considéré comme sacré et les fidèles transportent cette eau sacrée dans des récipients.
Selon une autre légende, lorsque Padmasambhava a visité le lac, il a vu un phénomène de bon augure et a considéré que c'était un bon présage pour entrer auu Sikkim, depuis lors appelé du nom de Demojong.

## Contestation

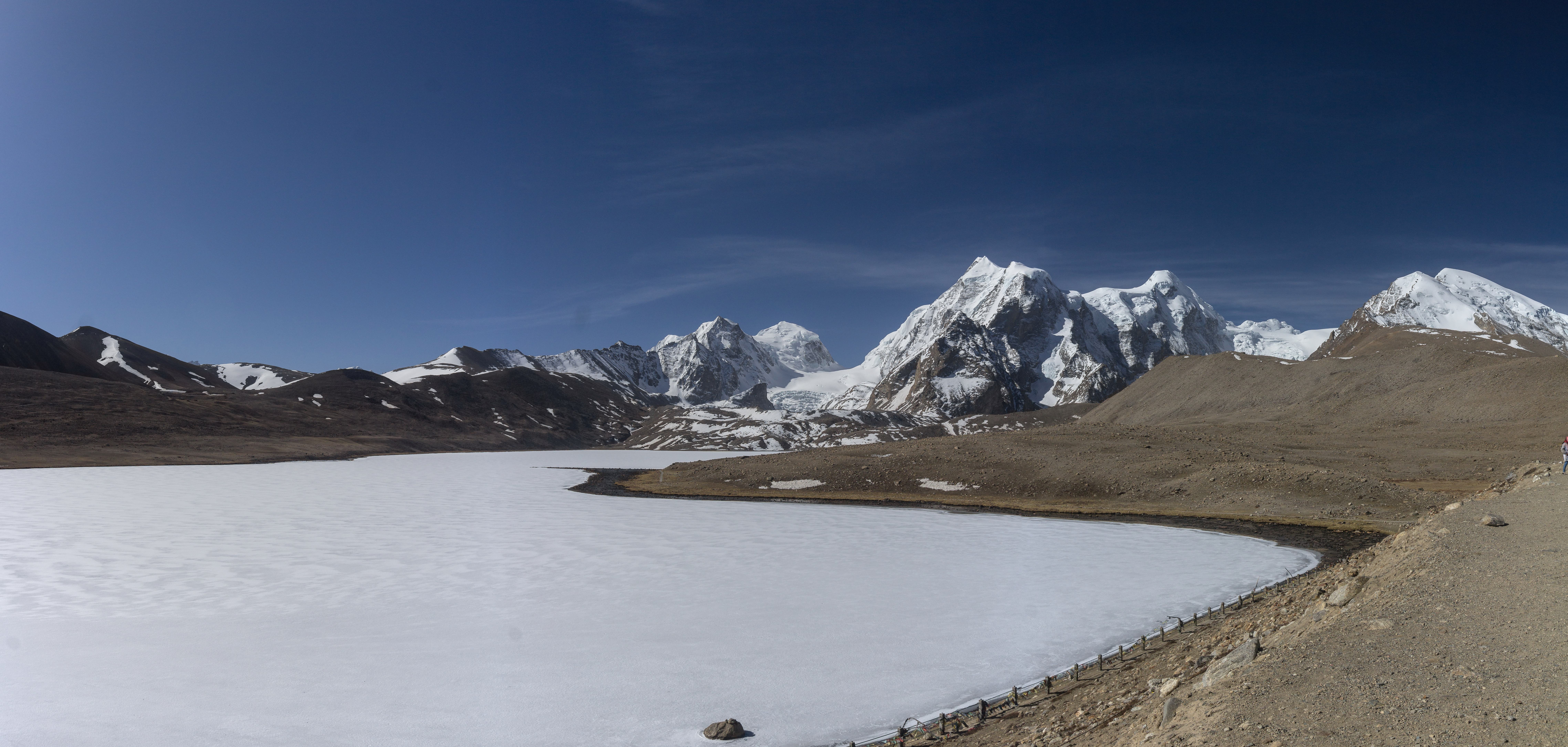
Vue panoramique du lac gelé de Gurudongmar en mai 2015

Un différend a éclaté, lorsqu'un régiment sikh de l'armée indienne placé à la frontière avec la Chine, considérant le lac comme le lieu visité par le Guru Nanak, a construit un gurdwārā sur la rive du lac en 1997-1998. Ce qui a suscité la colère des Sikkimais bouddhistes de la région, qui considéraient le gurdwārā comme une construction illégale, car leur ancien lac sacré avait été sanctifié par la visite de Guru Padmasambhava. Le gouvernement du Sikkim a alors constitué un comité pour examiner la question et soumettre un rapport. Des documents fournis au comité par l'Institut Namgyal de tibétologie de Gangtok concordaient avec l'affirmation de la population locale, et le comité a adopté dans son rapport la conclusion selon laquelle il s'agissait sans aucun doute d'un lieu religieux bouddhiste. Le bâtiment construit par le régiment sikh a ensuite été remis par l'armée au monastère de Lachen le 6 juillet 2001, en présence du magistrat de la sous-division de Chungthang du district de Mangan. Le monastère a placé un lama comme gardien du lac, chargé de l'entretenir,.